# Киннок, Нил
Нил Гордон Киннок, барон Киннок (англ. Neil Gordon Kinnock, род. 28 марта 1942) — валлийский и британский политик, бывший вице-председатель Европейской комиссии, глава Британского совета с 2004 года. Член Лейбористской партии, депутат палаты общин с 1970 по 1995 год, сначала от Бедуэтли (англ. Bedwellty), а затем от Айлвина (англ. Islwyn), был лидером партии и Верной оппозиции Её Величества (официальной оппозиции) с 1983 по 1992 год.
Киннок привёл Лейбористскую партию к неожиданному четвёртому поражению подряд на всеобщих парламентских выборах 1992 года, несмотря на то, что партия была первой по популярности по данным опросов, которые предсказывали либо победу лейбористов с дальнейшим формированием правительства большинства, либо «висячий» парламент — правительство меньшинства. После поражения на выборах он ушёл с поста лидера Лейбористской партии. Киннок покинул палату общин в 1995 году, чтобы стать европейским комиссаром. Затем он стал вице-президентом Европейской комиссии под руководством Романо Проди в 1999—2004 годах. До лета 2009 года он также был председателем Британского совета и президентом Университета Кардиффа.

## Биография
Киннок родился в 1942 году в Тредегаре (Блайнай-Гуэнт, Уэльс) в семье шахтёра. Окончил Кардиффский университет и аспирантуру и в 1970 году стал членом Палаты общин парламента Великобритании. В 1983 году он был избран председателем оппозиционной Лейбористской партии. Эту должность он покинул в 1992 году после поражения лейбористов на очередных парламентских выборах.
В ноябре 1984 года Киннок посетил Москву, где встретился с тогдашним Генеральным секратерем ЦК КПСС К.У. Черненко. Во время этой встречи Киннок пообещал, что если лейбористы придут к власти, то откажутся от программ размещения ракет в Великобритании, на что получил заверение, что в этом случае советские ракеты не будут нацеливаться на Британию; было также дано согласие на выдачу выездных виз ряду советских «отказников».
С 1995 по 1999 год Киннок занимал пост европейского комиссара по транспорту, а с 1999 по 2004 год — комиссара по административной реформе, а также вице-председателя Европейской комиссии.
1 ноября 2004 года Киннок возглавил Британский совет.
Нил Киннок женат и имеет двоих детей. Его сын, Стивен Киннок, руководил ныне закрытым отделением Британского совета в Санкт-Петербурге.